# 45 Cancri
45 Cancri, som är stjärnans Flamsteed-beteckning, är en dubbelstjärna, belägen i den mellersta delen av stjärnbilden Kräftan och har även Bayer-beteckningen A1 Cancri.  Den har en kombinerad skenbar magnitud av ca 5,62 och är svagt synlig för blotta ögat där ljusföroreningar ej förekommer. Baserat på parallax enligt Gaia Data Release 2 på ca 4,8 mas, beräknas den befinna sig på ett avstånd på ca 680 ljusår (ca 210 parsek). Den rör sig närmare solen med en heliocentrisk radialhastighet på ca -6 km/s.

## Egenskaper
Primärstjärnan 45 Cancri A är en gul till vit jättestjärna av spektralklass G8 III, som troligen ännu inte tagit flera steg mot den röda jättegrenen. Den har en massa som är ca 3,1 solmassor, en radie som är ca 14 solradier och utsänder från dess fotosfär ca 210 gånger mera energi än solen vid en effektiv temperatur av ca 5 100 K.
45 Cancri är en dubbelsidig spektroskopisk dubbelstjärna med en omloppsperiod på 2,76 år och en excentricitet av 0,46. Den mindre utvecklade följeslagaren, 45 Cancri B, är en jättestjärna av spektralklass A3 III. Den har en massa som är tre gånger solens massa och en luminositet  191 gånger solens.